# Джон Майкл Райт
Джон Майкл Райт (англ. John Michael Wright; травень 1617 — липень 1694) — англійський та шотландський художник-портретист, що працював у стилі бароко.
Райт навчався в Единбурзі у шотландського живописця Джорджа Джеймсона і придбав репутацію під час свого тривалого перебування в Римі. Там його прийняли в Академію св. Луки, і він спілкувався з провідними митцями свого покоління.
У 1655 році Леопольд Вільгельм Австрійський, штатгальтер Іспанських Нідерландів, залучив його до закупівель творів мистецтва в Англії, що була під управлінням Олівера Кромвеля.
З 1656 року Райт влаштувався в Англії і був придворним художником і до, і після Реставрації. Звернувшись в католицтво, він став улюбленцем Стюартів, працюючи і на Карла II і Якова II, і будучи таким чином свідком багатьох політичних інтриг епохи. В останні роки монархії Стюартів, Райт повернувся в Рим як один з послів до папи Інокентія XI.
Райт в даний час оцінюється як один з провідних корінних британських митців свого покоління, багато в чому за характерний реалізм в його портретному живописі. Можливо, через незвично космополітичний характер його досвіду, він був улюбленим покровителів на найвищому рівні суспільства в епоху, якій іноземні художники зазвичай віддають перевагу.
Картини Райта роялті та аристократії включені в перелік колекціях багатьох провідних галереях сьогодні.

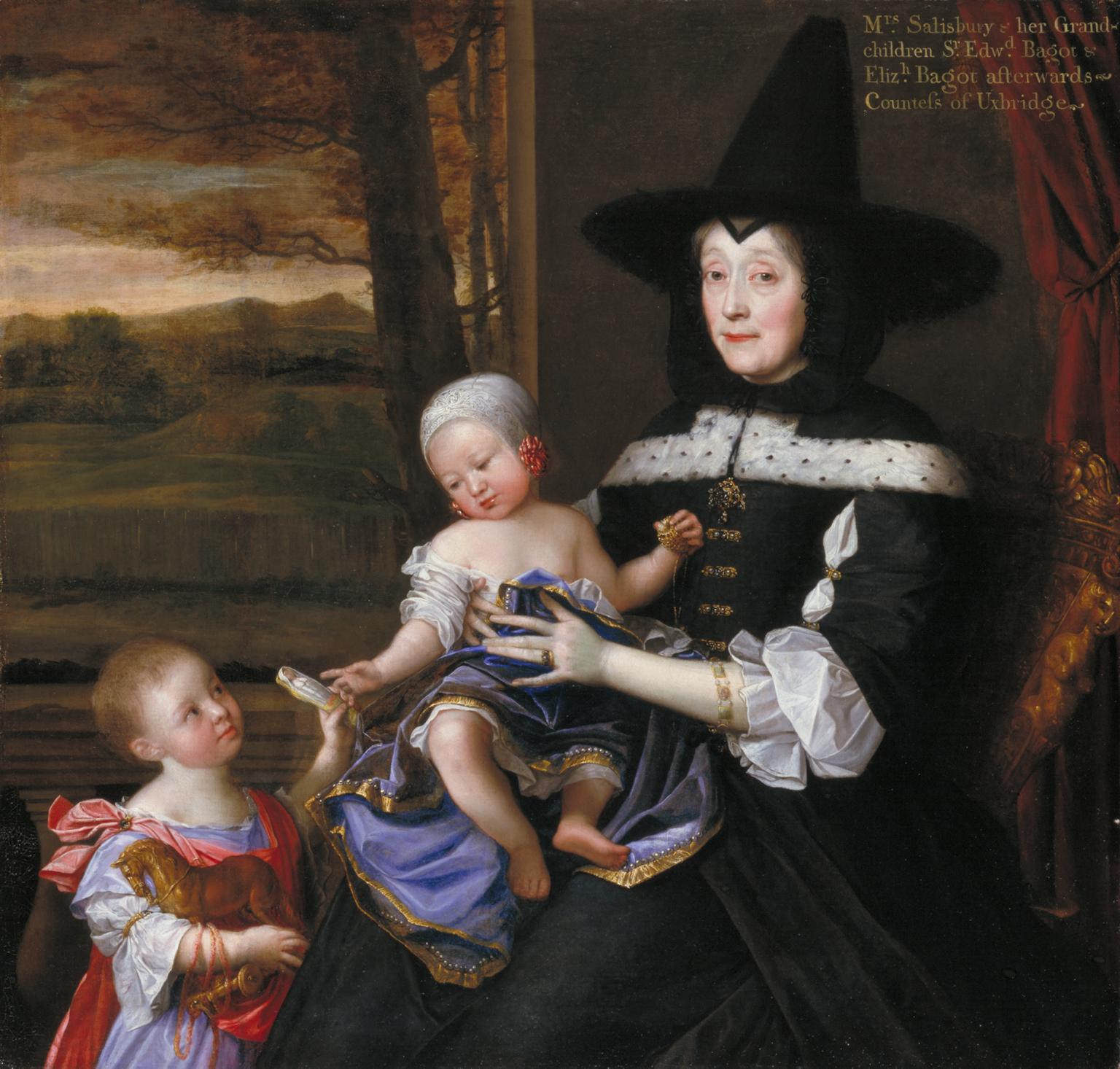
Місіс Сейлсбері зі своїми онуками (ок. 1676), галерея Тейт[1].
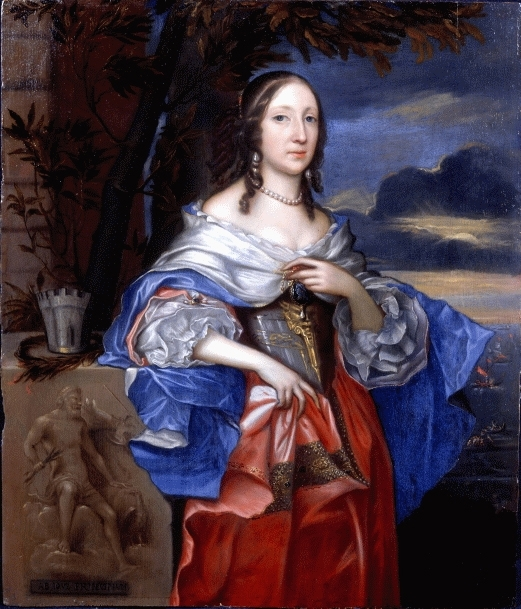
Портрет Елізабет Клейпоул, художник Джон Майкл Райт, 1658 рік. Національна портретна галерея (Лондон).
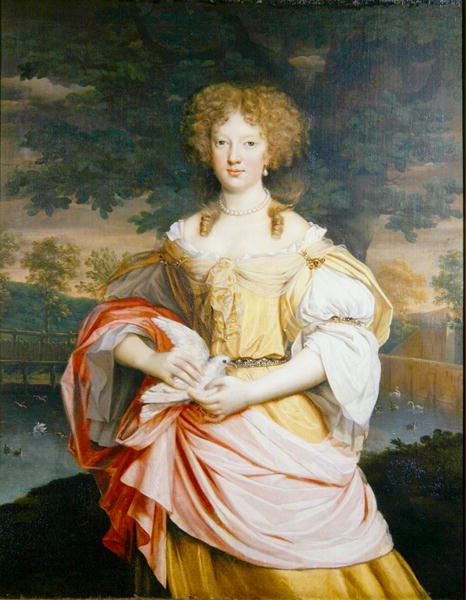
Портрет Марії Уилбрахаме.